# (73488) 2002 PO90
(73488) 2002 PO90 – planetoida z pasa głównego asteroid okrążająca Słońce w ciągu 5,05 lat w średniej odległości 2,94 j.a. Odkryta 11 sierpnia 2002 roku.